# Буров, Сергей Павлович
Сергей Павлович Буров (1891, Суводская — 27 апреля 1918, Петровск-Порт) — революционный деятель начала XX века.

## Биография
Сергей Павлович родился в станице Суводской.
До начала Первой мировой войны работал учителем в станице. В 1915 г. призван в армию, вступил в ряды партии эсеров. Вел агитационную работу среди солдат. После раздела партии оказался в её левом крыле. В начале 1918 г. после демобилизации приезжает в Астрахань. Весной того же года назначен начальником большого экспедиционного отряда добровольцев из рабочих Астрахани. Отряд был направлен на ледоколе «Каспий» на освобождение города Петровк-Порта от банд Гоцинского. В апреле путем совместных усилий отрядов астраханских рабочих и бакинских рабочих под командованием Ефремова город был освобожден. В бою 27 апреля погиб командир астраханского отряда С. П. Буров. Его тело было перевезено в Астрахань и похоронено с воинскими почестями у стен Астраханского кремля, а на месте воздвигнут памятник — бюст с надписью: «В память павшему герою С. Бурову 1918 г». В 1956 году могила и памятник перенесены на «старое городское кладбище».

## Память
Именем Бурова названы улица и переулок в Астрахани и переулок в Махачкале.
Александровский бульвар 30 декабря 1920 года переименован в Буровский сад. С застройкой комплекса жилых домов Буровский сад отделился от улицы Бурова. На его территории долгие годы находился городской стадион. С 26 октября 1957 года территория преобразована в площадь Ленина.
Бурова улица — до 30 декабря 1920 года именовалась Александровской.

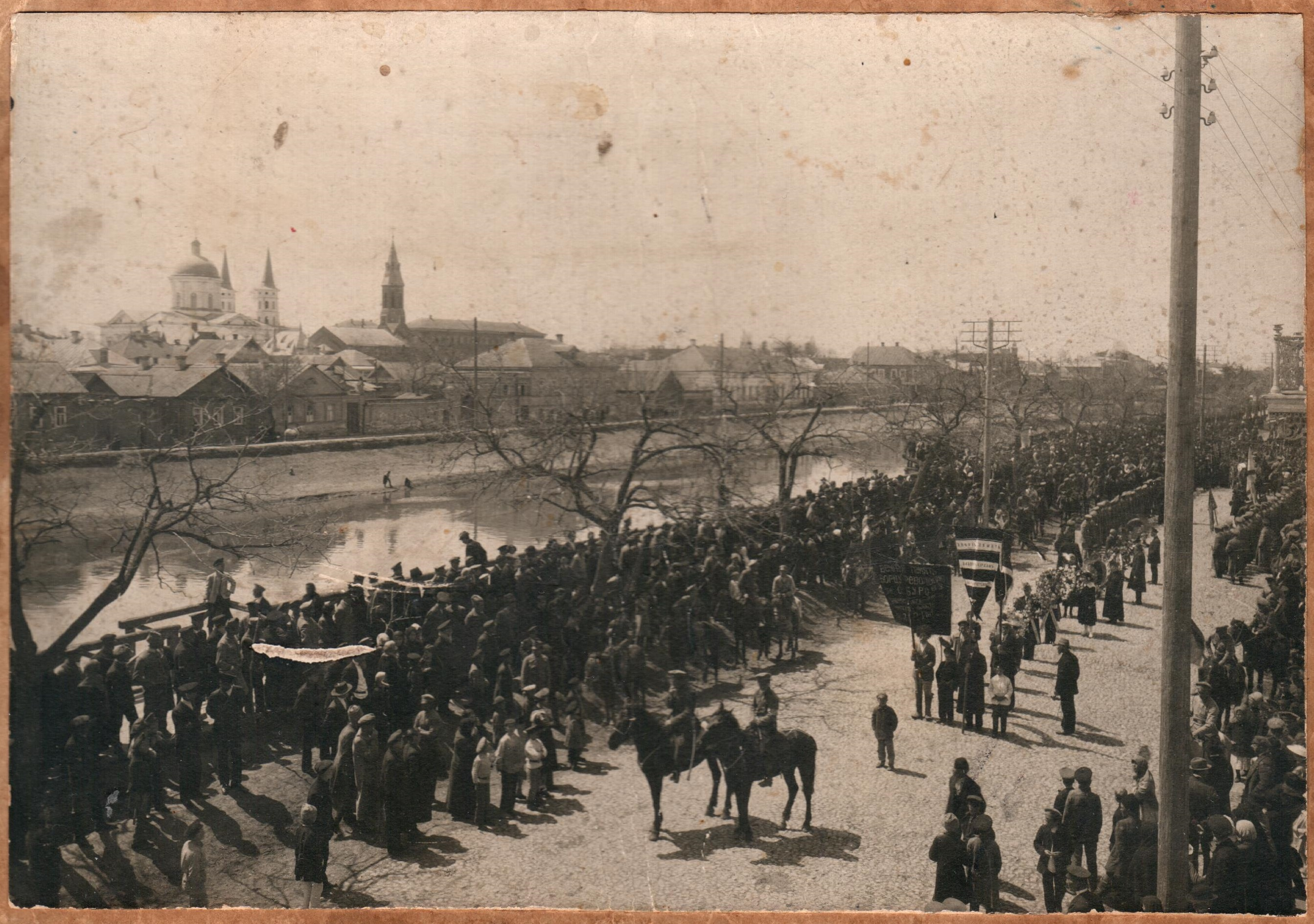
Похороны С.П. Бурова в Астрахани.

Буровский переулок — Тюремный переулок, в 1924 году получил наименование Буровского переулка; решением горисполкома от 5 сентября 1975 года наименование оставлено прежнее.